# Brestovo (Bośnia i Hercegowina)
Brestovo (cyr. Брестово) – wieś w Bośni i Hercegowinie, w Republice Serbskiej, w gminie Stanari. W 2013 roku liczyła 644 mieszkańców.